# Privatisation
Pour les articles homonymes, voir Privatisation (homonymie).
 (juin 2021).
 (septembre 2017).

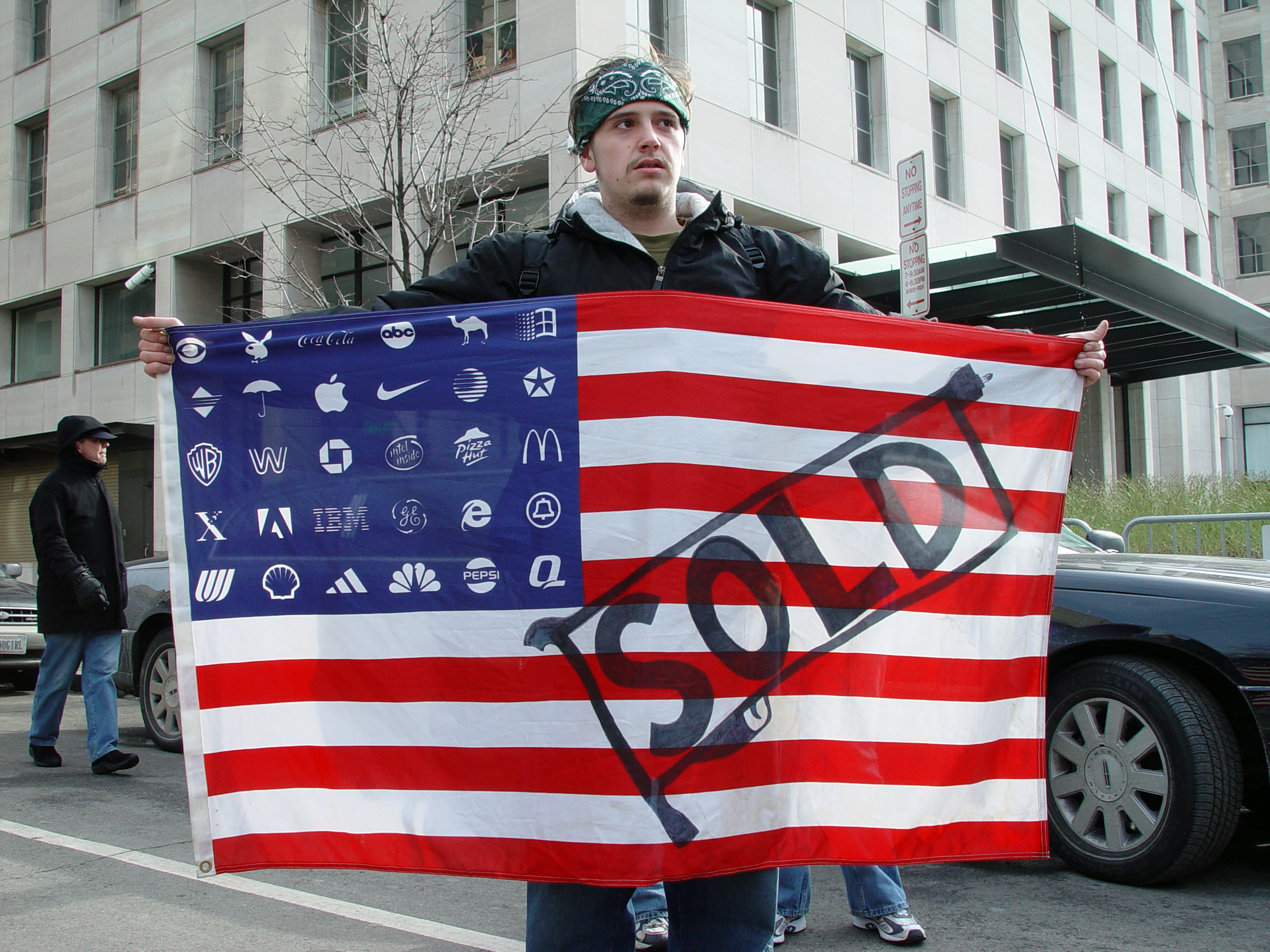
Manifestant américain contre la privatisation.

Une privatisation est un transfert de la propriété d'une grande partie, voire de la totalité, du capital d'une entreprise du secteur public au secteur privé. Après une privatisation, une entreprise peut rester sous le contrôle partiel ou complet de l'État si ce dernier choisit de rester actionnaire. Les privatisations des années 1980 ont été les plus importantes, visant d'abord des sociétés en concurrence puis des monopoles publics. Elles se sont traduites par une logique de rentabilité renforcée, afin d'alimenter les espoirs de progression des cours de la société en Bourse, qui a parfois mené à la suppression de services non rentables lorsque les États ne les subventionnaient pas. Des hausses de tarifs ou des fermetures de sites jugés pas assez rentables ont pu rendre certaines privatisations impopulaires ou pointées du doigt par les mouvements antilibéraux dans les pays en voie de développement.

## Privatisation pour une mise en concurrence
Certaines entreprises ont longtemps été nationalisées tout en ayant des concurrents, comme Renault. D'autres secteurs ouverts récemment à la concurrence ont conservé des entreprises nationalisées ou publiques (train, postes).

### Mise en concurrence et monopole
La privatisation d'une entreprise s'accompagne parfois d'une suppression de son monopole (unique vendeur dans le marché) et de ses statuts particuliers, le législateur estimant qu'une rente de monopole ne doit pas être confisquée par des personnes privées.

### Concurrence internationale
Dans le cas d'entreprises nationales exerçant à l'étranger, le cas de la concurrence déloyale peut se poser si l'entreprise bénéficie d'avantages particuliers. Ainsi, une entreprise concurrente privatisée ne bénéficiant pas des mêmes avantages est défavorisée face à l'entreprise publique étrangère.
C'est pour cette raison que l'OMC (par l'accord général sur le commerce des services) ou, sur son territoire, la commission européenne sanctionnent les États qui ne traitent pas toutes les entreprises d'un même marché sur un pied d'égalité. Ainsi, ils forcent les États à accepter la présence d'entreprises étrangères aux mêmes conditions que les entreprises nationales. Cette présence de concurrents ne permet plus à l'État de réguler le marché en contrôlant une unique entreprise publique ; à défaut, pour contrôler ou exiger certains comportements de ces acteurs, les gouvernements doivent réglementer le marché privatisé. Toutefois, les États peuvent conserver des parts non négligeables dans les entreprises privatisées, et agissent ensuite en tant qu'actionnaire. À noter que certains secteurs d'activités stratégiques, sensibles ou difficiles à mettre en concurrence peuvent bénéficier de règles particulières. C'est notamment le cas pour la santé, l'éducation, l'accès à l'eau ou la défense.
Cette privatisation, forcée pour accéder au marché mondial, déstabilise les États qui ne parviennent pas à règlementer et régir suffisamment le secteur privé. Lorsque les pouvoirs régaliens (police et justice) ne sont pas assez forts ou que la règlementation est inadaptée, les dirigeants des entreprises privées peuvent en profiter pour favoriser leurs intérêts particuliers à l'intérêt général. Les multinationales peuvent obtenir, dans ces cas, le contrôle de pans entiers de l'économie d'un pays et provoquer des crises majeures comme aux Philippines.

## Privatisations sans motivation de mise en concurrence

### Ressources financières pour l'État pour l'entreprise privatisée
Les privatisations sont un moyen de trouver des ressources financières pour alimenter le budget de l'État. Revers de la médaille, il ne perçoit plus de dividende de ces entreprises. En théorie, la privatisation dispense l'État de souscrire aux augmentations de capital lorsque ces entreprises ont besoin de se désendetter, mais dans la pratique, il est souvent obligé de s'y résoudre, comme ce fut le cas en 2003 pour France Télécom, six ans après sa privatisation, lors de la crise boursière de France Télécom et Vivendi.

### Création d'entreprises par l'État
Pour faciliter la création de certaines entreprises difficiles à créer dans un système concurrentiel, les États peuvent créer des entreprises publiques avec monopole en prévoyant de les privatiser une fois qu'elles auront atteint une taille critique (théorie de Friedrich List) ou que le marché en question sera prêt à devenir concurrentiel.

### Privatisations nomenklaturistes
Certaines privatisations ont pu permettre aux proches du pouvoir de faire fortune rapidement, notamment dans les pays d'Europe de l'Est dans les années 1990. La même pratique a été observée dans la plupart des pays en voie de développement (PVD) depuis cette époque.

## Changements induits par les privatisations

### Aménagement du territoire et délocalisations
En dirigeant directement l'entreprise, le gouvernement a les mains libres pour organiser à sa manière l'aménagement du territoire. Il peut ainsi imposer l'implantation dans certaines zones, pour équilibrer directement l'emploi sur le territoire. A contrario, la logique libérale, que peuvent appliquer les entreprises avec des objectifs de rentabilité, équilibre différemment l'implantation des entreprises, en favorisant les zones aux coûts moins élevés, notamment en main d'œuvre. Si cette logique peut favoriser l'emploi dans les pays ou les zones défavorisées, les changements d'implantation à l'étranger permis par les privatisations, appelés « délocalisations », sont souvent vécus douloureusement par les employés perdant leurs emplois. En effet, en quittant le pays d'origine où les salaires sont généralement élevés (cas des pays développés), les entreprises délocalisées procèdent à des licenciements parfois collectifs.

### Gestion sociale
La privatisation transfère la gestion sociale (de la main d'œuvre) de l'entreprise aux règles du secteur privé. Dans les pays où les fonctionnaires ont des avantages différents des employés du secteur privé, la privatisation oblige à une transition. En fonction des pays, les fonctionnaires déjà embauchés à la privatisation gardent leur statut et ses avantages jusqu'à leur départ ou leur retraite ; à l'opposé, les nouveaux embauchés obtiennent directement un statut privé (cas des entreprises privatisées en France).
La privatisation transfère du gouvernement au secteur privé les choix politiques de gestion sociale. Dans les démocraties, la privatisation peut se ressentir comme une perte de pouvoir des électeurs face aux logiques du libéralisme.

### Gestion de l'entreprise
La privatisation force une gestion rentable des entreprises qui n'est pas obligatoire pour une entreprise publique. Elle peut donc induire une gouvernance plus efficace sur la gestion budgétaire. En revanche, une étude publiée en février 2016 du Transnational Institute sur les privatisations effectuées en Europe parvient à la conclusion qu’il « n’existe aucune preuve démontrant que les entreprises privatisées fournissent un service plus efficace ».
Par ailleurs, la libre concurrence favorise l'innovation par l'initiative privée (théorie de Joseph Schumpeter et de l'école autrichienne) en accueillant de nouveaux entrants. En effet, selon l'économiste américain Michael Porter, les entreprises déjà installées dans le secteur ou l'industrie vont investir davantage dans les nouvelles technologies pour mieux lutter contre la menace des nouveaux venus. A contrario, sans laisser place à suffisamment de nouveaux entrants, la privatisation peut au contraire bloquer l'innovation en créant des monopoles ou des oligopoles privés.

### Objectifs de l'entreprise
Si une entreprise nationale peut avoir une logique de rentabilité et de service au client, la privatisation rend la rentabilité obligatoire. Passer de la démarche service public à usager à la démarche entreprise à client demande une réorganisation parfois radicale des entreprises, l'abandon pour les agents de missions qu'ils jugent essentielles est parfois très frustrant. La phase précédant la mise sur le marché est capitale, car il est théoriquement nécessaire, pour que l'entreprise soit privatisable, que ses comptes économiques soient durablement assainis, souvent à l'inverse, une démarche de fragilisation financière permet de justifier la privatisation, c'est la stratégie d'assèchement.

## En France
La présence de l’État français dans l'économie est en net recul, en particulier depuis la fin des années 1980 et le programme de privatisation lancé par Jacques Chirac, alors premier ministre et son gouvernement de cohabitation. L'État français a ainsi cédé environ 1 500 sociétés et transféré plus d’un million de salariés au secteur privé. La part de l’emploi public, hors fonction publique (enseignement, administration, hôpitaux…), dans l’emploi salarié total est tombée de 10,5 % en 1986 à 3,1 % en 2019.

### Articles critiques
- Serge Halimi, Dans l’étau des privatisations, Le Monde diplomatique, juin 2004.critique des projets de privatisations en Europe
- Arruzza Cinzia, Que c’est beau de privatiser. Remarques sur les privatisations en Europe, pour Attac, novembre 2002 critique des privatisations européennes des dernières décennies
- Organisations internationales
  - (en) Portail de la Banque mondiale sur les privatisations
  - Portail de l'OCDE sur la gouvernance et les privatisations des entreprises publiques

- Organisations non gouvernementales :
  - ATTAC Association pour la taxation des transactions financières et l'aide aux citoyens |http://france.attac.org/spip.php?rubrique30]

- Agences d'État
  - Agence de participation de l'État français
  - (en) UK Government Investments : l'équivalent au Royaume-Uni